# Виноградівка (Мінська область)
Виноградівка (біл. вёска Вінаградаўка) — село в складі Червенського району Мінської області, Білорусь. Село підпорядковане Рованичівській сільській раді, розташоване в центральній частині області.